# Fo Guang Shan

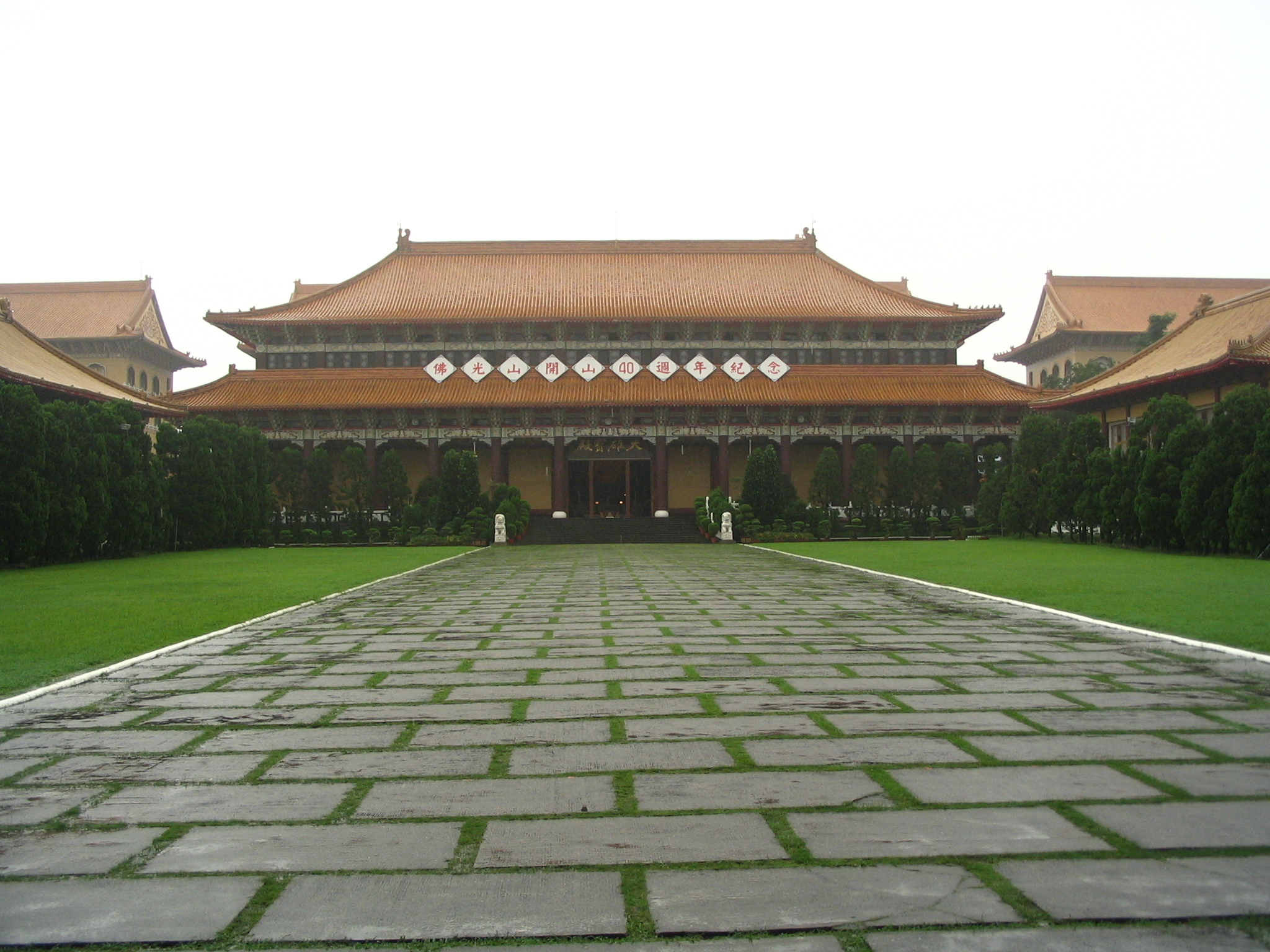
Główna Świątynia.

Fo Guang Shan – międzynarodowa organizacja buddyjska z siedzibą na Tajwanie.
Fo Guang Shan angażuje się w edukację oraz pomoc społeczną. Jest największą organizacją charytatywną na Tajwanie.